# Mimoso do Sul (distrito)
Sede ou Mimoso do Sul é um distrito do município de Mimoso do Sul, no Espírito Santo . O distrito possui  cerca de 14 100 habitantes e está situado na região central do município .